# Silnice II/217
Silnice II/217 je silnice II. třídy, která vede z Aše ke hraničnímu přechodu Hranice / Ebmath. Je dlouhá 16,8 km. Prochází jedním krajem a jedním okresem.

## Vedení silnice

### Karlovarský kraj, okres Cheb
- Nový Žďár (křiž. I/64, III/21317)
- Mokřiny
- Aš (křiž. III/21318, III/21315, III/02116, III/2161)
- Krásná (křiž. III/2162, III/2175)
- Studánka (křiž. III/2171)
- Hranice (křiž. III/2173, III/2171, III/2174)